# 蜜蜂級巡邏艇
蜜蜂級巡邏艇（希伯來語：‎，羅馬化：Dvora，直译：Dəḇôrā，Deborah，意为蜜蜂，另有因發音直譯底波拉）是以色列海軍從美國採購設計與技術資料製造的巡邏艇，以色列海軍用於防禦以色列海岸沿岸，後來以色列以此級艦設計持續改良，為以色列國防軍的代表性軍艦之一。

## 簡介
在六日戰爭後，以色列佔領了西奈半島等土地，也大幅擴張了管轄的海岸線，漫長的海岸線也成為阿拉伯國家滲透的最佳途徑，反制滲透對海軍艦艇數量拮据的以色列海軍是嚴峻的挑戰。而在六日戰爭前，提供以色列主要軍事裝備的歐洲國家開始對以國進行軍事禁運，迫使以色列向其它國家尋找軍事裝備進口商源。
在政治力運作下，美國在1960年代末同意提供給以色列一艘在越戰中使用的Swift巡邏艇50呎版。但是以色列工程官到美國SwiftShips造船廠驗收這艘艦艇時，他對該公司製造的一款民用運輸艇更感興趣。這艘船稱為密西西比號，是作為為海上石油平台運補需求而設計，以色列認為這艘船具備的潛力比美軍援助的巡邏艇要更好。
在1970年，阿什杜德海軍基地指揮官，同時也身兼以色列海軍小型艦艇資深教官的麥可巴凱上校率團訪問美國，並在訪問期間訂購了8艘同型艦。最後以色列向美國採購了12艘。
這批向美國訂購的巡邏艇首批在1970年11月運抵以色列，編號852、871。它們為全鋁合金船殼，配備了美國通用汽車柴油引擎、Decca 916雷達、陀螺儀、探照燈等，以色列購入後將其武裝化，並加裝照明亮度更強的氙氣探照燈。最初為這艘艦艇加裝的是具有電動輔助轉向的雙連裝12.7公厘機槍槍塔，後來將武裝升級為單管奧瑞岡20公釐機炮，12.7公厘機槍換用單裝版，並裝設在左右舷槍架上。除了固定武裝外，船內還攜帶2具卡爾·古斯塔夫無後座力炮。
1971年9月，以色列接收後續6艘訂單，3艘撥交紅海戰區、3艘撥交海法海軍基地，並購入了船隻的相關設計。此後在國內承造由以色列航太工業所屬，由位在貝爾謝巴的子公司拉馬塔工廠進行，以國自建的蜜蜂級巡邏艇22艘。從1970年代後，蜜蜂級成為以色列海軍近岸巡邏以及滲透的主力裝備。
在1970年代，蜜蜂級的優勢是其船體輕巧，可以在內陸建造並採用陸路運輸轉移，有效處理在地中海與紅海的調度需求。且船型具有不壞的惡劣天候耐受力，惟該艦艇使用的柴油引擎動力輸出僅能提供船隻22節極速，對以軍而言較為不足。改良其航速成為毒蜂級快速巡邏艇需求的濫觴。

## 服役與外銷
蜜蜂級巡邏艇除了海岸巡邏外，參與作戰的紀錄是在1973年贖罪日戰爭。在該戰爭中的塔拉馬特港海戰中，2艘蜜蜂級巡邏艇突擊埃及塔拉馬特港泊地，並摧毀了在該地集結計畫襲擊西奈半島的埃及特戰部隊。以色列海軍中的蜜蜂級服役至2016年，並由最新版本的超級毒蜂MkIII巡邏艇替換。.
由於毒蜂級與更大尺寸的薩爾級飛彈快艇服役，量產服役的蜜蜂級在1970年代後期開始外銷與軍援。1976年，以色列將5艘蜜蜂級提供給黎巴嫩基督教民兵，這批軍援在1990年回收。1978年外銷4艘給阿根廷、4艘給尼加拉瓜。1984年2艘外銷斯里蘭卡，1991年外銷4艘給斐濟、6艘給智利。1995年智利增購4艘，1996年尼加拉瓜增購3艘。